# Храмы Торопца
До революции 1917 года на территории города Торопец (Тверская область, Россия) располагалось более 20 православных храмов.

## Сохранившиеся храмы

### Отреставрированные и действующие
| №  | Название                                     | Год постройки | Современное состояние                     | Изображение                          |
| -- | -------------------------------------------- | ------------- | ----------------------------------------- | ------------------------------------ |
| 1  | Храм Богоявления Господня                    | 1762          | Краеведческий музей                       | Богоявленский храм                   |
| 2  | Храм Вознесения Господня                     | 1789          | действует                                 | Вознесенский храм                    |
| 3  | Храм Всех Святых                             | 1794          | действует                                 | Храм Всех Святых                     |
| 4  | Храм Жён-Мироносиц                           | 1808          | не действует                              | Храм Жён Мироносиц                   |
| 5  | Храм Иоанна Предтечи                         | 1703—1704     | не действует                              | Храм Иоанна Предтечи                 |
| 6  | Храм Казанской Иконы Божией Матери           | 1741—1764     | действует                                 | Казанский храм                       |
| 7  | Собор Корсунской иконы Божией матери         | 1795—1804     | действует                                 | Собор Корсунской иконы Божией матери |
| 8  | Храм Николая Чудотворца                      | 1666          | действует                                 | Никольский храм                      |
| 9  | Храм Покрова Пресвятой Богородицы            | 1779          | не действует                              | Покровский храм (синий)              |
| 10 | Храм Преображения Господня                   | 1706          | приписан к Вознесенскому; редко действует | Храм Спаса Преображения              |
| 11 | Храм Рождества Пресвятой Богородицы          | 1762          | приписан к Всехсвятскому; редко действует | Храм Рождества Богородицы            |
| 12 | Домовой храм в гимназии им. Патриарха Тихона | 2010          |                                           |                                      |

### Полуразрушенные или не принадлежат РПЦ
| №  | Название                                  | Год постройки | Современное состояние | Изображение    |
| 13 | Троицкий собор в Троице-Небином монастыре | 1771          | полуразрушен          | Троицкий собор |
| 14 | Храм Успения Пресвятой Богородицы         | 1768          | сильно разрушен       | Успенский храм |
| 15 | Храм Троицы Живоначальной                 | 1755          | не принадлежит РПЦ    | Троицкий храм  |

## Утраченные храмы
| №  | Название                               | Год постройки | Год утраты, место расположения    | Изображение                     |
| -- | -------------------------------------- | ------------- | --------------------------------- | ------------------------------- |
| 16 | Храм Благовещения Пресвятой Богородицы | 1755          | 1938—1939                         | Благовещенский храм             |
| 17 | Храм Воскресения Господня              | 1605          | нет данных                        | Воскресенский храм              |
| 18 | Храм Входа в Иерусалим                 | 1860          | нет данных                        | Храм Входа Господня в Иерусалим |
| 19 | Ильинский храм                         |               |                                   | Ильинский храм                  |
| 20 | Домовая церковь Михаила Киевского      | 1906          | 1918                              |                                 |
| 21 | Михаило-Архангельский храм             | 1737          | 1918                              | Михаило-Архангельский храм      |
| 22 | Храм Равноапостольного князя Владимира |               | стояла не месте памятника Учителю |                                 |

## Храмы других конфессий
| № | Название                        | Год постройки | Современное состояние                    | Изображение         |
| 1 | Лютеранская кирха Святого Петра | 1877          | использовалось как спортшкола; заброшена | Кирха Святого Петра |

## Комментарии
1. ↑  Тогда Псковская губерния Российской Империи.
2. 1 2 3  Православные храмы Тверской земли.